# Nathalie Pascaud
Pour les articles homonymes, voir Pascaud.
 (avril 2017).
Si vous disposez d'ouvrages ou d'articles de référence ou si vous connaissez des sites web de qualité traitant du thème abordé ici, merci de compléter l'article en donnant les références utiles à sa vérifiabilité et en les liant à la section « Notes et références ».
Nathalie Pascaud née Jacqueline Schillio est une actrice française.

## Biographie
Nathalie Pascaud est l'épouse d'un marchand de pianos d'Armentières. Lorsque ce dernier débarque sur le tournage des Vacances de M. Hulot en exigeant de pouvoir passer ses vacances avec sa femme, Tati l'engage pour incarner Schmutz, l'homme d'affaires belge toujours au téléphone.
Après une apparition dans Le Temps des copains, 10 ans plus tard, elle n'a pas poursuivi sa carrière d'actrice.

## Filmographie
- 1953 : Les Vacances de M. Hulot de Jacques Tati
- 1962 : Les Femmes d'abord de Raoul André
- 1963 : Les Vierges de Jean-Pierre Mocky
- 1963 : Le Temps des copains de Robert Guez